# 26 Dywizja Ludwika Kamienieckiego
26 Dywizja Ludwika Kamienieckiego – polska formacja wojskowa okresu napoleońskiego.
Mimo totalnej klęski Napoleona w wyprawie moskiewskiej książę Józef Poniatowski przystąpił do odtwarzania armii. Stosując metody kościuszkowskie: intensywny pobór dymowy i wcielając bataliony gwardii narodowej do pułków liniowych uzyskał doskonałe efekty. Stary żołnierz tworzył doskonałe kadry, a rekrut prędko stawał się starym żołnierzem.
26 Dywizja  gen. Ludwika Kamienieckiego znalazła się w składzie VIII Korpusu Wielkiej Armii.

## Kampania saska 1813

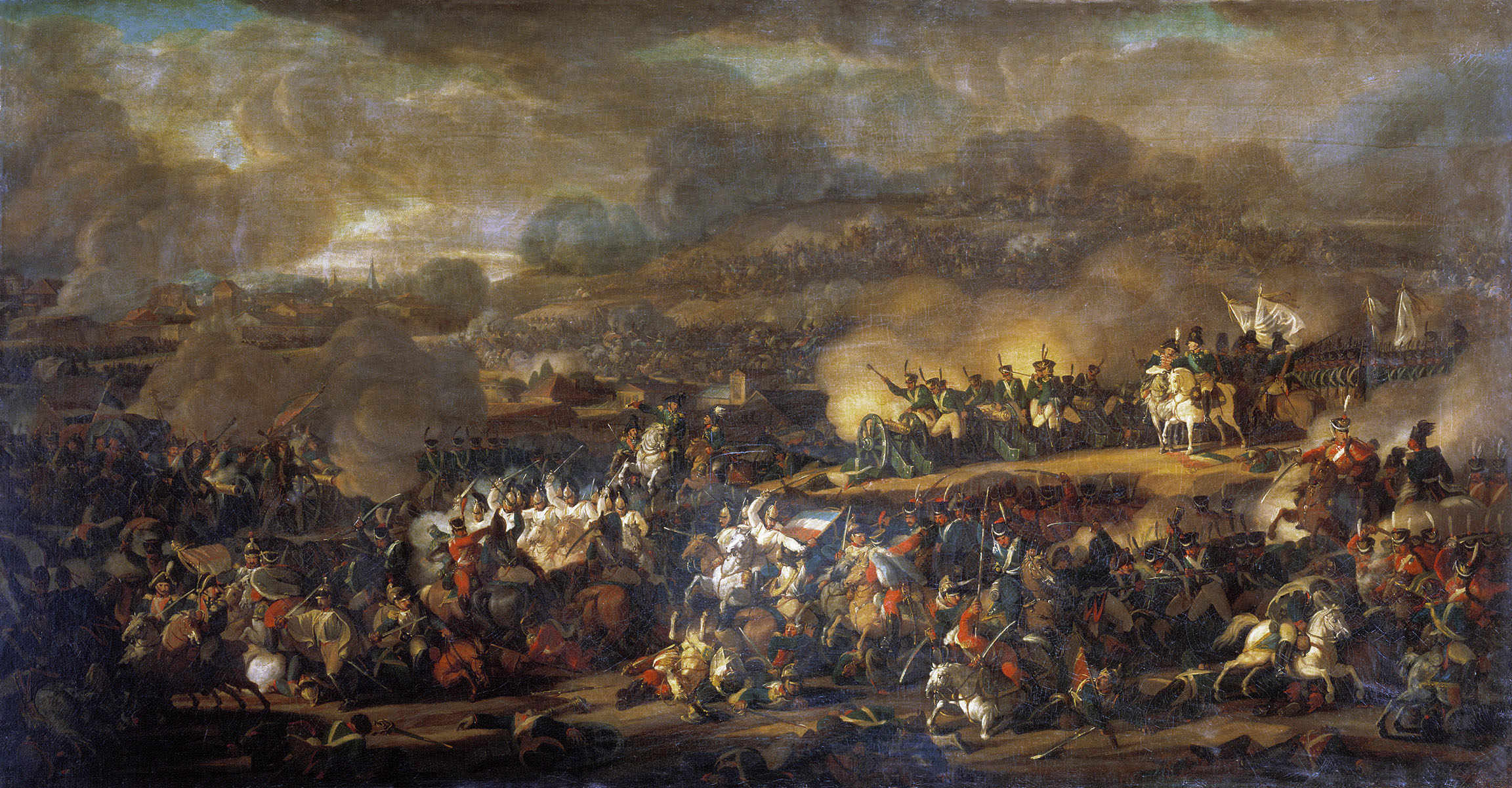
Bitwa pod Lipskiem

27 czerwca w Żytawie,  na terenie Saksonii, nastąpiła kolejna reorganizacja Wojska Polskiego. Utworzyło ono VIII Korpus Wielkiej Armii. W jego skład weszły 26 i 27 dywizje piechoty oraz brygada jazdy. Do sierpnia żołnierze szkolili się i nadzorowali linię demarkacyjną rozdzielającą obie strony. 17 sierpnia dywizja wyruszyła z Żytawy do Eckartsbergi z zadaniem zlikwidowania czeskiego klina między Żytawą a Königstein. W straży przedniej korpusu dowodzonej przez gen. Jana Nepomucena Umińskiego, obok pułku krakusów i szwadronu kirasjerów maszerował jej 1/15 pp dowodzony przez ppłk. Macieja Rybińskiego. Pod koniec dnia, na terytorium Czech, awangarda stoczyła potyczkę z austriackim posterunkiem, zmuszając ich do wycofania się w kierunku Liberca. 21 sierpnia OW dołączył w Gabel do sił głównych korpusu. 24 sierpnia batalion ppłk. Macieja Rybińskiego powrócił do Frýdlantu i wziął udział w wyrzuceniu Austriaków z Rochlitz. Po akcji  batalion obsadził  posterunki w Gródku po obu stronach Nysy Łużyckiej.

## Bitwa pod Lipskiem

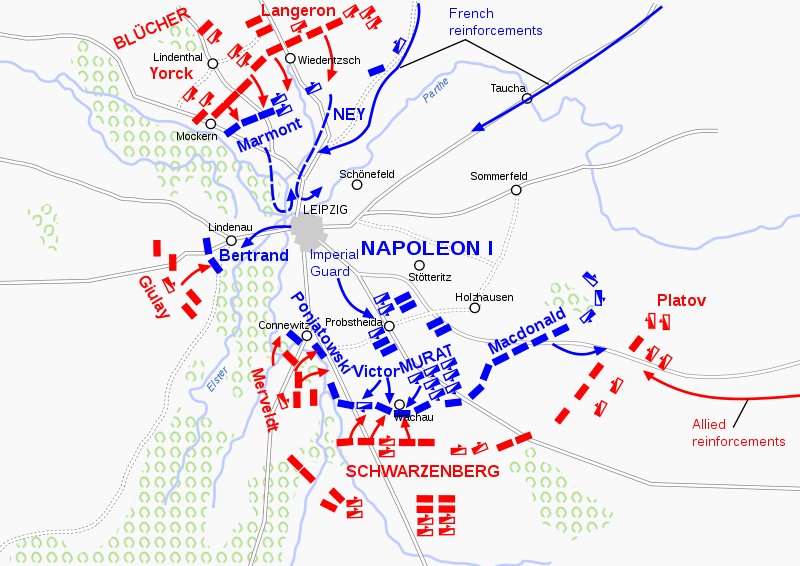
Plan bitwy – 16 października 1813

13-15 października w okolicach Lipska skoncentrowała się Wielka Armia. VIII korpus, przewidziany do działań ofensywnych na południu, zajął rubież  od Connewitz do Markkleeberg. 16 października 26 Dywizja gen. Małachowskiego, zajmowała pozycje nad rzeką Pleissą, 27 Dywizja gen. Krasińskiego frontem na południe. Na francuską dywizję gen. Lefola oraz 26 Dywizję uderzył 26-tysięczny korpus Merveldta. Główne uderzenie przeciwnik skierował na zniszczony most w Connewitz i w Lossing. Pod Dolitz  Austriacy zajęli wyspę na Pleisie, ale dalsze wysiłki mające na celu przełamanie oporu polskiej i francuskiej dywizji nie powiodły się.
Przed świtem 19 października VIII korpus otrzymał rozkaz wycofania się na przedmieścia Lipska. Obsadził on przedpola bram Windmuhlertor i Munztor aż do Pieissy. Rankiem pod naciskiem przeważających sił austriackich pułki polskie wycofały się na bulwary. Przedwczesne wysadzenie mostu odcięło walczące na wschodnim brzegu Pleissy oddziały polskie i francuskie. Książę Józef Poniatowski próbował pokonać rzekę w bród, ale czterokrotnie ranny zginął w nurtach EIstery. Resztki 26 Dywizji broniły się w okrążeniu obok wysadzonego mostu na Fleischerplatz.
Rosyjski generał Paskiewicz zaproponował okrążonym kapitulację. Rozmowy kapitulacyjne prowadził ppłk Rybiński. W obecności cara Aleksandra żądał on warunków honorowych dla Polaków: zachowania orłów pułkowych i białej broni u oficerów oraz oddania honorów wojskowych jeńcom. Car przyjął warunki. Nie dochowali ich jednak Austriacy. Zakończyły się działania bojowe dywizji w tej kampanii.

## Skład
W skład 26 Dywizji dowodzonej przez Ludwika Kamienieckiego weszły odtworzone pułki: 1 pp pod komendą płk. Tadeusza Piotrowskiego, 12 pp pod dowództwem płk. Macieja Wierzbińskiego i 15 pp płk. Macieja Straszewskiego.
Inne publikacje podają:
- I brygada gen. Jana Kantego Juliana Sierawskiego
  - pułk nadwiślański
  - 1 pułk piechoty
  - 16 pułk piechoty
- II brygada gen. Kazimierza Małachowskiego
  - 8 pułk piechoty
  - 15 pułk piechoty